# Rhachisphora ixorae
Rhachisphora ixorae là một loài côn trùng cánh nửa trong họ Aleyrodidae, phân họ Aleyrodinae.
Rhachisphora ixorae được Sundararaj & David miêu tả khoa học đầu tiên năm 1991.